# Batalha de Friburgo
A Batalha de Freiburg, também chamada  Batalha dos Três Dias, ocorreu em 3, 5 e 10 de agosto de 1644, no quadro da Guerra dos Trinta Anos.
Os bávaros estavam entrincheirados e eram liderados por Franz von Mercy, eles recuaram após uma ofensiva do exército francês comandado por Louis II de Bourbon, Duc d'Enghien e marechal Henri de la Tour d'Auvergne, Vicomte de Turenne, os franceses, em seguida, capturaram a cidade de Freiburg im Breisgau. A Batalha de Freiburg foi a batalha com o maior número de acidentes de toda a guerra.

## Literatura
- Johann Heilmann: Die Feldzüge der Bayern in den Jahren 1643, 1644 und 1645 unter den Befehlen des Feldmarschalls Franz Freiherr von Mercy, Leipzig und Meißen, 1851
- Philipp von Fischer-Treuenfeld: Die Rückerorberung Freiburgs durch die kurbaierische Reichsarmee im Sommer 1644, Freiburg i.Br., 1895
- Hans Gaede: Der Feldzug um Freiburg 1644, Freiburg i.Br., 1910
- Hans-Helmut Schaufler: Die Schlacht bei Freiburg im Breisgau 1644, 136 p., Rombach-Verlag, Freiburg, 1979. ISBN 3-7930-0223-3
- Helge Körner (ed.): Der Schönberg – Natur- und Kulturgeschichte eines Schwarzwald-Vorberges. 472 p.. Lavori-Verlag, Freiburg. 2006 ISBN 3-93573-753-X.